# Pertes du Rhône
Koordinaten: 46° 6′ 22″ N, 5° 49′ 54″ O

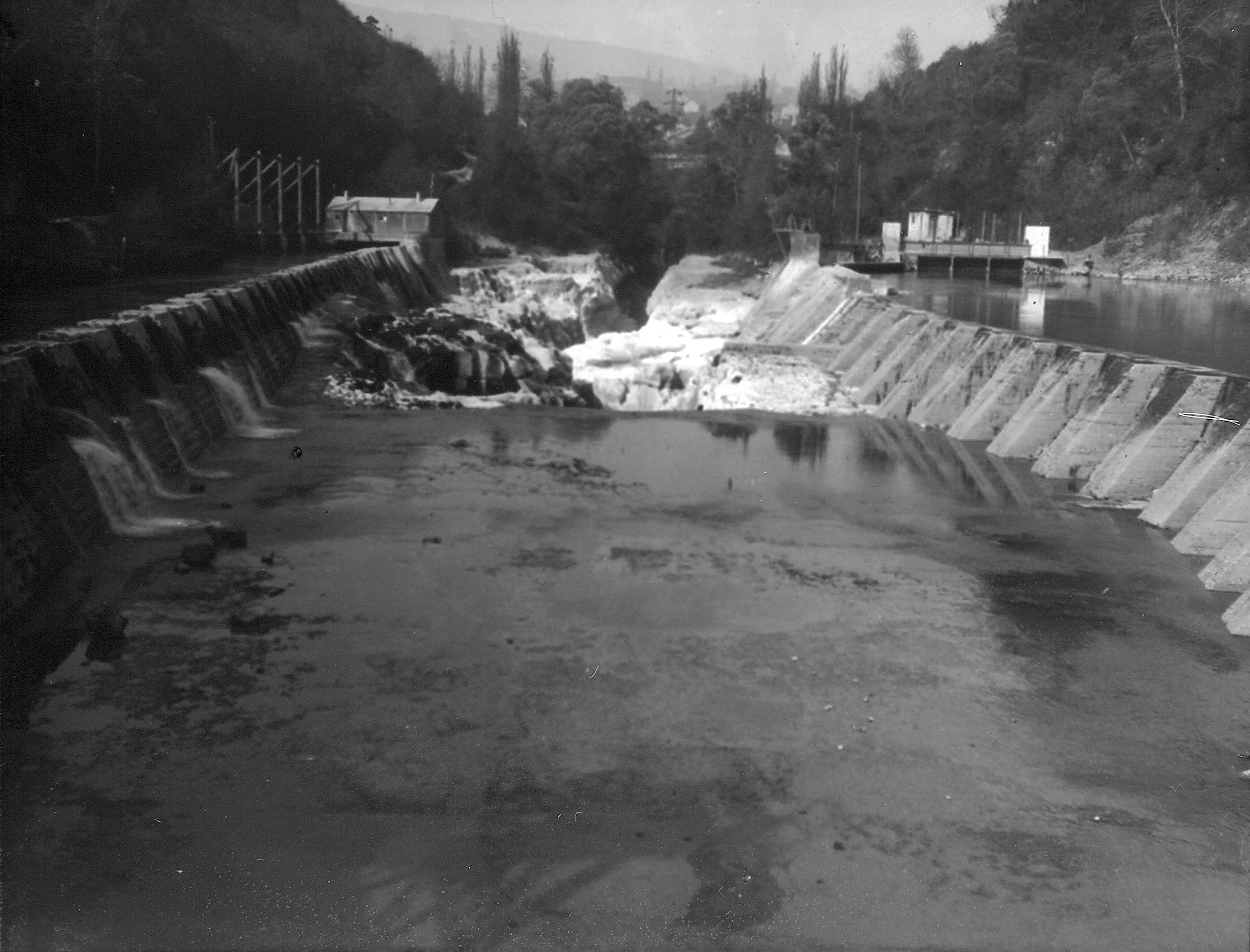
Pertes du Rhône, Aufnahme von Leo Wehrli, 1931

Gemälde von Jean-Antoine Linck, Ende 18. Jh.

Die Pertes du Rhône oder Perte du Rhône (deutsch etwa „Verschwinden der Rhone“) waren eine hydrogeologische Besonderheit am Lauf der Rhone bei Bellegarde-sur-Valserine auf der Grenze zwischen den Départements Ain und Haute-Savoie in Frankreich. Sie lagen etwa 15 km flussabwärts der Schweizer Grenze und 40 km unterhalb des Ausflusses der Rhone aus dem Genfersee, kurz oberhalb der Mündung der Valserine in die Rhone. An dieser Stelle verschwand die Rhone während der trockenen Jahreszeit durch ein zirka 60 Meter tiefes Loch auf einer Strecke von etwa 50 Metern vollständig im Untergrund. Seit 1948 ist die Stelle durch den Bau der Talsperre Génissiat überflutet. Eine ähnliche Versickerungsstrecke, die Pertes de la Valserine, liegt ca. 2 km nördlich der ehemaligen Pertes du Rhône bei Valserhône.
Alexandre Dumas der Ältere beschrieb in seinen Impressions de voyage en Suisse 1832 die Pertes du Rhône wie folgt:

„Le Rhône, qui accourt bouillonnant et profond, disparait tout à coup dans les gerçures transversales d’un rocher, pour reparaître 50 pas plus loin  : l’espace intermédiaire reste parfaitement à sec[…] Ce qui se passe dans l’abîme où le Rhône se précipite, c’est ce qu’il est impossible de savoir  : du bois, du liège, des chiens, des chats, ont été jetés à l’endroit où il entre, et ont été attendus vainement à l’endroit où il sort  ; le gouffre n’a jamais rien rendu de ce qu’il avait englouti.
Die tiefe und reißende Rhone verschwindet plötzlich in Querrissen im Gestein, um 50 Schritte weiter wieder zu erscheinen: Der Raum dazwischen bleibt völlig trocken[…] Was in dieser Unterwelt geschieht, in die die Rhone sich ergießt, ist unmöglich zu wissen: Man hat schon Holz, Kork, Hunde und Katzen in den Fluss geworfen und vergeblich auf ihr Wiedererscheinen auf der anderen Seite gewartet; der Schlund hat niemals wieder hergegeben, was er verschlungen hat.“